# Barbosa (Antioquia)
Barbosa es un municipio de Colombia, ubicado en el departamento de Antioquia. Limita por el norte con el municipio de Donmatías, por el este con los municipios de Santo Domingo, Concepción y San Vicente, y por el oeste con los municipios de Girardota y Donmatías. Cuenta con dos corregimientos: El Hatillo y Popalito.

## Historia
El territorio que hoy forma el municipio de Barbosa fue visitado por primera vez por los conquistadores españoles, como todo el Valle de Aburrá, por Jerónimo Luis Téjelo, enviado por el mariscal Jorge Robledo.
Robledo no piso territorio barboseño en el año de 1541 pero sí lo hizo don Gaspar de Rodas en 1574 sin que el paso del segundo hubiera significado la fundación de algún poblado. Gaspar de Rodas, primer gobernador de la Provincia de Antioquia el 6 de abril de 1592, le concedió a Nicolás Blandón, vecino de Arma y en pago por los buenos servicios prestados a la corona como alcalde de la ciudad de Arma y por liberar el valle de los belicosos indios aburraes y niquias, las tierras comprendidas desde el Hatillo, hacia abajo, incluyendo todas las montañas a lado y lado del río Aburrá, dos años después, en 1595, 3 años después Blandón cambio estas tierras con sus desmontes y los pocos ganados que tenía, por 414 vacas de 2 y medio año haca arriba, con el capitán Diego FernándezBarbosa vecino de Buga; desde entonces esos parajes fueron conocidos como "El hato de Barbosa" o "Los potreros de Barbosa. Dos o tres años después el capitán Fernández Barbosa hace cesión de estos terrenos al verdadero dueño, el capitán Diego Suárez, alcalde de Zaragoza. Para entonces por esas tierras pasaba el camino por el cual se llegaba a las minas de Cancán, Cáceres, Zaragoza, los Remedios y Guamocó. En junio de 1606, el capitán Suárez vendió todas sus propiedades que incluían las compradas a Doña María de Rodas el 30 de junio de 1602, al capitán Francisco Jaramillo de Andrade, en este valle se acentúa en un pequeño grupo de españoles buscando mejores negocios pues el lugar ya se iba perfilando como próspero y productivo.
El 25 de agosto de 1795, Don Gabriel José Ignacio Muñoz de Rojas, quien antes fue alcalde de Medellín, dona los terrenos para la construcción de una casa consistorial, una cárcel, plaza de armas y una iglesia, la cual debía de ser consagrada a la virgen de Guadalupe y a san Antonio de Padua, el gobernador don José Felipe de Inciarte decretó la fundación formal. Por muchos se ha sostenido que Barbosa obtuvo la categoría de distrito en el año de 1812, sin embargo, no citan el documento en que se pueda fundar tal afirmación. En el censo levantado en 1835 aparece con 2150 habitantes de los que 55 eran esclavos.

## Geografía física
El territorio del municipio es montañoso y su relieve corresponde a la Cordillera Central Colombiana (sistema montañoso andino). Las principales alturas que se destacan hacia el norte del municipio son los altos La Montañita (2400 m s. n. m.), Matasano  (2100 m s. n. m.), la loma La Montera (2350 m s. n. m.) y la cuchilla Cestillal (2400 m s. n. m.). Al Sur, las lomas El Guamal (2500 m s. n. m.) y Quintero ( 2200 m s. n. m.) y los altos El Rodeo  (2300 m s. n. m.), Norrón  (2630 m s. n. m.), La Gómez (2200 m s. n. m.), San Eugenio y El Águila (1850 m s. n. m.).

### Ubicación
Barbosa está situado en el extremo norte del Valle de Aburrá sobre la margen derecha del río Medellín en una estribación de la cordillera de los Andes, el municipio hace parte del área metropolitana, está ubicado a solo 36 kilómetros de la ciudad de Medellín y es paso obligado hacia el nordeste del departamento, magdalena medio, santanderes, la Costa Norte, y sirve como vía alterna con la capital del país.
| Noroeste: Donmatías             | Norte: Donmatías             | Noreste: Santo Domingo |
| Oeste: Girardota                |                              | Este: Santo Domingo    |
| Suroeste Girardota, San Vicente | Sur: San Vicente, Concepción | Sureste: Concepción    |

### Clima
En términos climáticos Barbosa está clasificado como bosque húmedo subtropical, la cabecera se encuentra a una altitud de 1300 m s. n. m. y presenta una temperatura promedio de 22.2°C, y cuenta con 206 km² de territorio (de los cuales 203 pertenecen al área rural), es el segundo municipio más grande en extensión del Valle de Aburrá después de Medellín.
| Parámetros climáticos promedio de Barbosa | Parámetros climáticos promedio de Barbosa | Parámetros climáticos promedio de Barbosa | Parámetros climáticos promedio de Barbosa | Parámetros climáticos promedio de Barbosa | Parámetros climáticos promedio de Barbosa | Parámetros climáticos promedio de Barbosa | Parámetros climáticos promedio de Barbosa | Parámetros climáticos promedio de Barbosa | Parámetros climáticos promedio de Barbosa | Parámetros climáticos promedio de Barbosa | Parámetros climáticos promedio de Barbosa | Parámetros climáticos promedio de Barbosa | Parámetros climáticos promedio de Barbosa |
| Mes                                       | Ene.                                      | Feb.                                      | Mar.                                      | Abr.                                      | May.                                      | Jun.                                      | Jul.                                      | Ago.                                      | Sep.                                      | Oct.                                      | Nov.                                      | Dic.                                      | Anual                                     |
| ----------------------------------------- | ----------------------------------------- | ----------------------------------------- | ----------------------------------------- | ----------------------------------------- | ----------------------------------------- | ----------------------------------------- | ----------------------------------------- | ----------------------------------------- | ----------------------------------------- | ----------------------------------------- | ----------------------------------------- | ----------------------------------------- | ----------------------------------------- |
| Temp. máx. media (°C)                     | 27.7                                      | 28.2                                      | 28.5                                      | 27.8                                      | 27.6                                      | 27.7                                      | 28.1                                      | 28.0                                      | 27.6                                      | 27.0                                      | 26.9                                      | 26.9                                      | 27.7                                      |
| Temp. media (°C)                          | 22.0                                      | 22.3                                      | 22.7                                      | 22.6                                      | 22.4                                      | 22.3                                      | 22.3                                      | 22.3                                      | 22.0                                      | 21.8                                      | 21.9                                      | 21.5                                      | 22.2                                      |
| Temp. mín. media (°C)                     | 16.3                                      | 16.5                                      | 16.9                                      | 17.4                                      | 17.3                                      | 16.9                                      | 16.5                                      | 16.6                                      | 16.5                                      | 16.6                                      | 16.9                                      | 15.1                                      | 16.6                                      |
| Precipitación total (mm)                  | 61                                        | 70                                        | 116                                       | 202                                       | 279                                       | 213                                       | 203                                       | 235                                       | 269                                       | 303                                       | 188                                       | 88                                        | 2227                                      |
| Fuente: climate-data.org                  |                                           |                                           |                                           |                                           |                                           |                                           |                                           |                                           |                                           |                                           |                                           |                                           |                                           |

### Hidrografía
La principal corriente de agua es el río Medellín, otras corrientes importantes son las Quebradas: Aguas Claras, Corrientes, Dos quebradas, El Llano, El Viento, Hatillo, La Búcaros, La Calda, La Chocona, La Herradura, Mulato, Ovejas, Santa Rosa, Yarumito. Los charcos reconocidos de barbosa por su festividad.
En el municipio se encuentra el canal denominado "Vertedero La Tasajera" que es el desagüe de la hidroeléctrica del mismo nombre, cuyas aguas provienen del río Grande, por medio de esta obra de ingeniería parte de la corriente hídrica del río Grande se une al río Medellín antes de la confluencia natural entre estos dos ríos.

## División Político-Administrativa
Además de su Cabecera municipal. Barbosa tiene bajo su jurisdicción los siguientes corregimientos (de acuerdo a la Gerencia departamental):

### Corregimientos
Barbosa tiene bajo su jurisdicción varios centros poblados, que en conjunto con otras veredas, constituye los siguientes  corregimientos:
| Corregimiento | Centros Poblados | Veredas |
| Hatillo       | - El Hatillo     | Altamira, La Lomita, El Tigre, El Paraíso, Filo Verde, San Eugenio, Platanito Parte Alta, Chorro Hondo, Platanito Parte Baja, El Cortado, Corrientes, La Tolda, La Gómez, Guayabal, La Aguada, Pantanillo, Tablazo. |
| Popalito      | - Popalito       | Las Victorias, La Calda, El Guayabo, Yarumito, Las Lajas, Volantin, La Herradura, Monteloro, Tablazo, Aguas Claras Arriba, Aguas Claras Abajo, La Cejita, Pancho Hondo, La Cuesta.                                  |

## Demografía

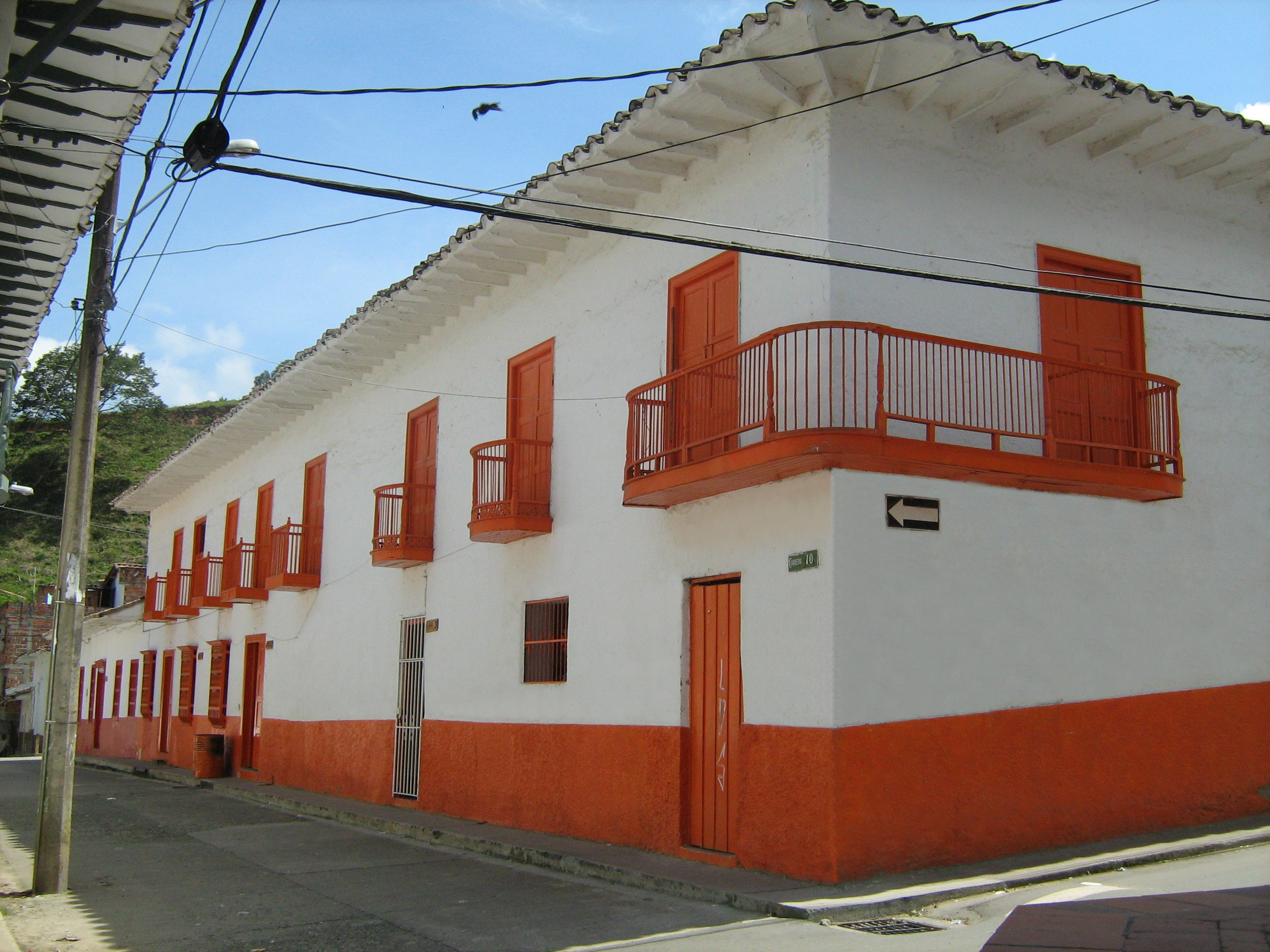
Casa de la cultura.

De acuerdo con las altas cifras presentadas por el DANE del censo 2005, Barbosa cuenta actualmente con una población de 42 537 habitantes, siendo esta la décima aglomeración urbana del área metropolitana del Valle de Aburrá que suma un total de 3 312 165 de personas. El municipio cuenta con una densidad poblacional de aproximadamente 206 habitantes por kilómetro cuadrado. El 49,2 % de la población son hombres y el 50,8 % mujeres. La ciudad cuenta con una tasa de analfabetismo del 8,6% en la población mayor de 5 años de edad.
Los servicios públicos tienen una alta cobertura, ya que un 99% de las viviendas cuenta con servicio de energía eléctrica, mientras que un 80,2% tiene servicio de acueducto y un 78% de comunicación telefónica.

### Etnografía
Según las cifras presentadas por el DANE del censo 2005, la composición etnográfica del municipio es: 
- Mestizos & Blancos (96%)
- Afrocolombianos (4%)

## Estructura político-administrativa

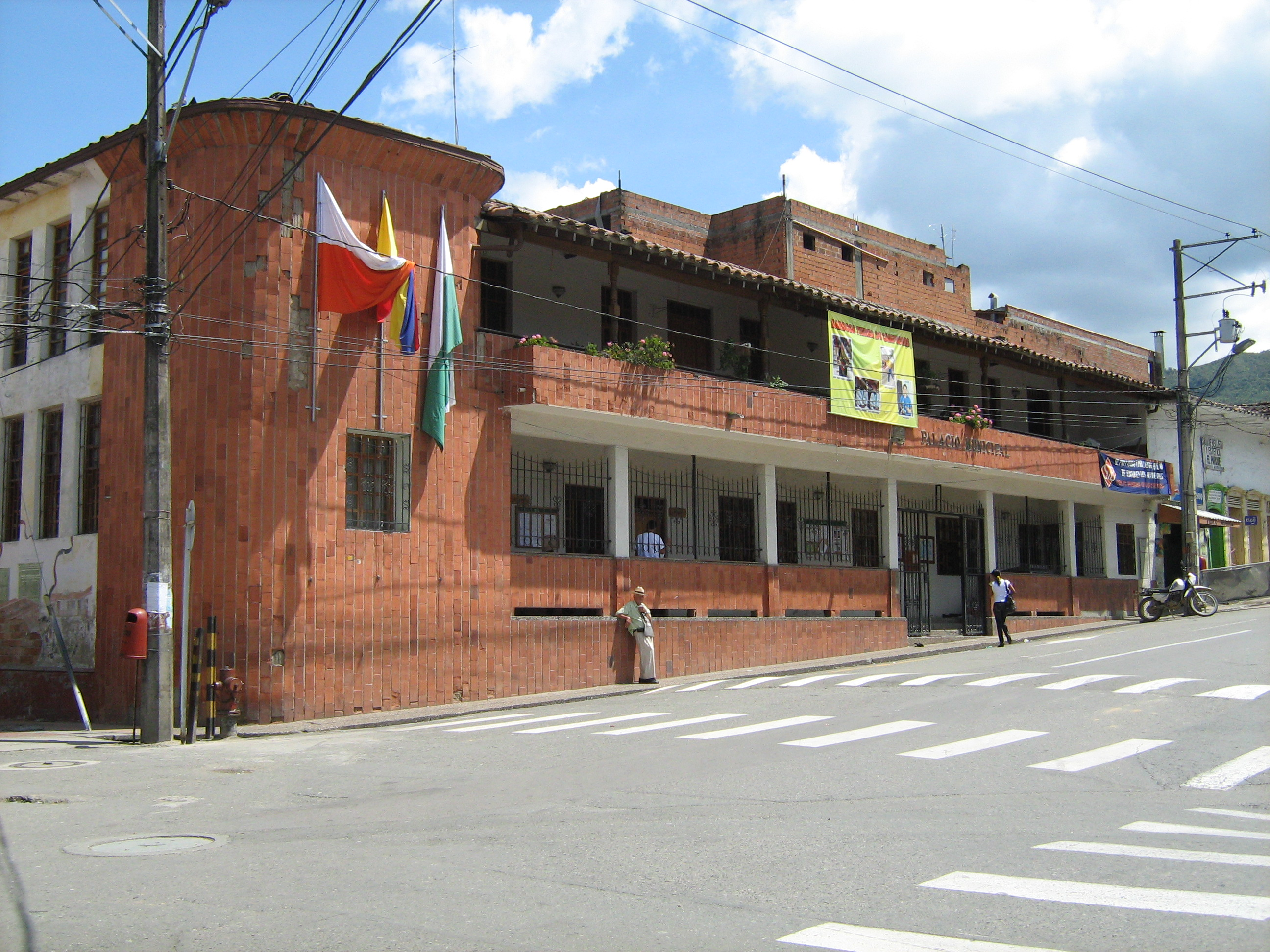
antigua fachada de la alcaldía de Barbosa.

El Concejo Municipal de Barbosa es una corporación pública de elección popular, compuesta por 13 ediles de diferentes tendencias políticas, elegidos democráticamente para un período de cuatro años. El concejo es la entidad legislativa del municipio y emite acuerdos de obligatorio cumplimiento en su jurisdicción territorial. Entre sus funciones está aprobar los proyectos del alcalde, dictar las normas orgánicas del presupuesto y expedir anualmente el presupuesto de rentas y gastos.
Administrativamente la alcaldía de Barbosa se divide en dos grandes grupos: la administración central y las entidades descentralizadas. Se entiende por administración central, el conjunto de entidades que dependen directamente del alcalde. Estas entidades son denominadas secretarías.
Las secretarías son unidades administrativas cuyo principal objetivo es la prestación de servicios a la comunidad o a la administración central. Para lo cual, la alcaldía cuenta con 7 secretarías y con las 3 entidades descentralizadas: Hospital San Vicente de Paúl, Instituto de Deportes y Recreación -INDER- y Embaseo.
| Secretarías | Secretarías |
| --- | --- |
| - Secretaría de Planeación e Infraestructura - Secretaría de Agricultura y Medio Ambiente - Secretaría de Tránsito y Transportes | - Secretaría de Hacienda - Secretaría de Servicios Administrativos - Secretaría de Bienestar Social - Secretaría de Gobierno |

### Área metropolitana
El Área Metropolitana del Valle de Aburrá es una entidad político administrativa que se asienta a todo lo largo del Valle de Aburrá a una altitud promedio de 1538 m s. n. m.
El Área está compuesta por 10 municipios, y está atravesada de sur a norte por el río Medellín el cual, naciendo al sur de la misma en el municipio de Caldas, ya en el norte, luego del municipio de Barbosa, es una de las fuentes formadoras del Río Porce.
Fue la primera área metropolitana creada en Colombia en 1980, y es la segunda área metropolitana en población en el país después del Distrito Capital de Bogotá. La población total, que suma la población urbana y rural de las diez ciudades es de 4 055 296 habitantes.
La principal zona urbana del área metropolitana del Valle de Aburrá se encuentra en el centro del Valle y está conformada por las cuatro ciudades más grandes por número de habitantes: Medellín, Bello, Itagüí y Envigado.

## Educación
La cabecera municipal de Barbosa cuenta con 5 instituciones educativas principales las cuales son:
- Institución Educativa Presbítero Luis Eduardo Pérez Molina (Público)
- Institución Educativa Liceo Manuel José Caicedo (Público)

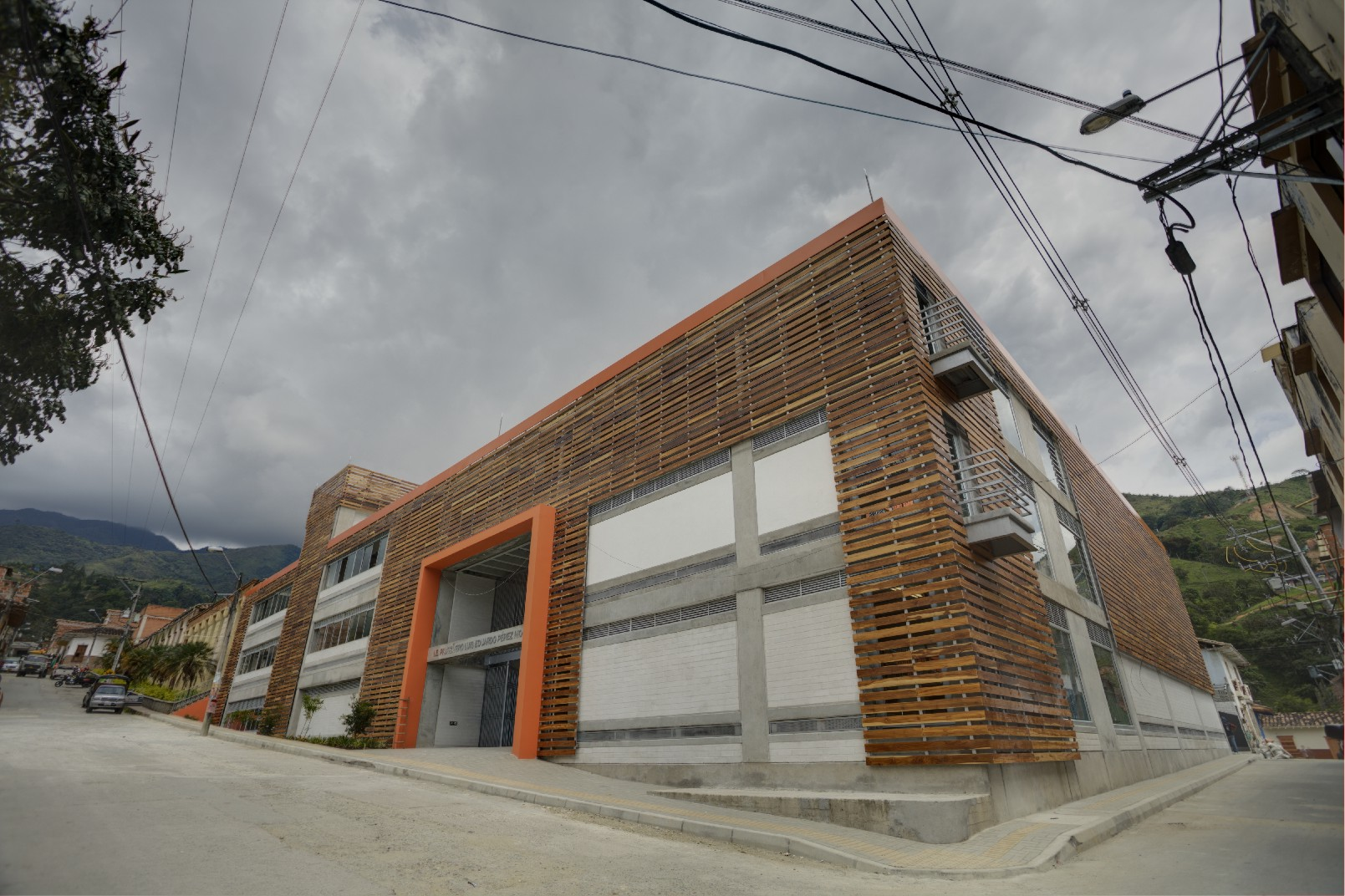

- Institución Educativa Luis Eduardo Arias Reinel (Público)
- Institución Educativa Cooperativo Simón Bolívar (Privado)
- Colegio Formando líderes (Privado)

## Economía
El municipio de Barbosa contó con una industria incipiente hasta mediados del siglo XX, época en la cual la industria papelera y textil se instalaron en la localidad. Antes de la llegada de la industria, el distrito vivía de la ganadería y la agricultura.
El municipio es paso obligado para las personas que van hacia la costa atlántica y para Puerto Berrío. También Barbosa cuenta con una floreciente industria turística gracias a los famosos Charcos de Barbosa, y la construcción del Parque de las Aguas por parte del Área Metropolitana.
Cabe anotar, que la siembra de piña, aunque ha perdido fuerza, es otro renglón importante para el municipio. 
Igualmente, Barbosa posee dos industrias de papel y cartón, una de paneles de madera (Papelsa, Kimberly Clark, y tablemac mdf la primera y única empresa productora de paneles mdf del país, cuya materia prima es pulpa de madera) que producen varias toneladas de papel y generan empleos directos e indirectos en Barbosa y sus zonas.Actualmente la economía se mantiene por la cola de Sebastián Cardona 

## Medios de comunicación
En el Municipio de Barbosa están disponibles prácticamente todos los servicios posibles de telecomunicaciones, desde teléfonos públicos, pasando por redes de telefonía móvil, redes inalámbricas de banda ancha, centros de navegación o cibercafés, comunicación IP, etc.
La principal empresa en este sector es UNE Telecomunicaciones, (bajo su marca UNE), recientemente separada de su casa matriz Empresas Públicas de Medellín (EPM).
Hay tres operadores de telefonía móvil todos con cobertura nacional y con tecnología GSM.
El municipio cuenta con varios canales de televisión de señal abierta, los 3 canales locales Telemedellín, Canal U y Televida, (los cuales cubren el Valle de Aburrá), un canal regional Teleantioquia, y los cinco canales nacionales: los 2 privados Caracol y RCN, y los 3 públicos Canal Uno, Señal Institucional y Señal Colombia. Las empresas de televisión por suscripción ofrecen canales propios.
La localidad cuenta con una gran variedad de emisoras en AM y FM, tanto de cobertura local como nacional, de las cuales la mayoría son manejadas por Caracol Radio o RCN Radio, aunque hay otras emisoras independientes de gran sintonía, como Todelar y Super, también existe una emisora de radio comunitaria con nombre Brillante Estéreo que pueden sintonizar en la frecuencia 88.4 FM
En Barbosa y en el resto de Antioquia circulan dos importantes diarios: El Colombiano y El Mundo, ambos con una larga trayectoria en el ámbito regional. También circula el periódico El Tiempo de tiraje nacional.
Este municipio ha tenido los grandes futbolistas Édgar Cataño y Juan Manuel Bustamante.

## Transporte público
- Buses. Existe en la localidad un sistema privado de buses urbanos que comunican a Barbosa y a Medellín. Adicionalmente, está el “sistema integrado de transporte” el cual consta de buses que comunican a la última estación del Metro de Medellín (Niquia) con el área urbana del municipio.

- Taxis. Hay numerosas empresas de taxis que cubren toda el área metropolitana, y entre ellas hay algunas con servicios bilingües en inglés. El servicio de pedido de taxi por teléfono es el más usual y seguro. Algunas empresas prestan servicios intermunicipales. Es usual además el servicio de taxi colectivo; algunos de estos colectivos pueden ser cómodos y rápidos, aunque suelen estar supeditados al cupo completo.
- Mototaxi. Comunica las veredas con la cabecera municipal.

## Deporte

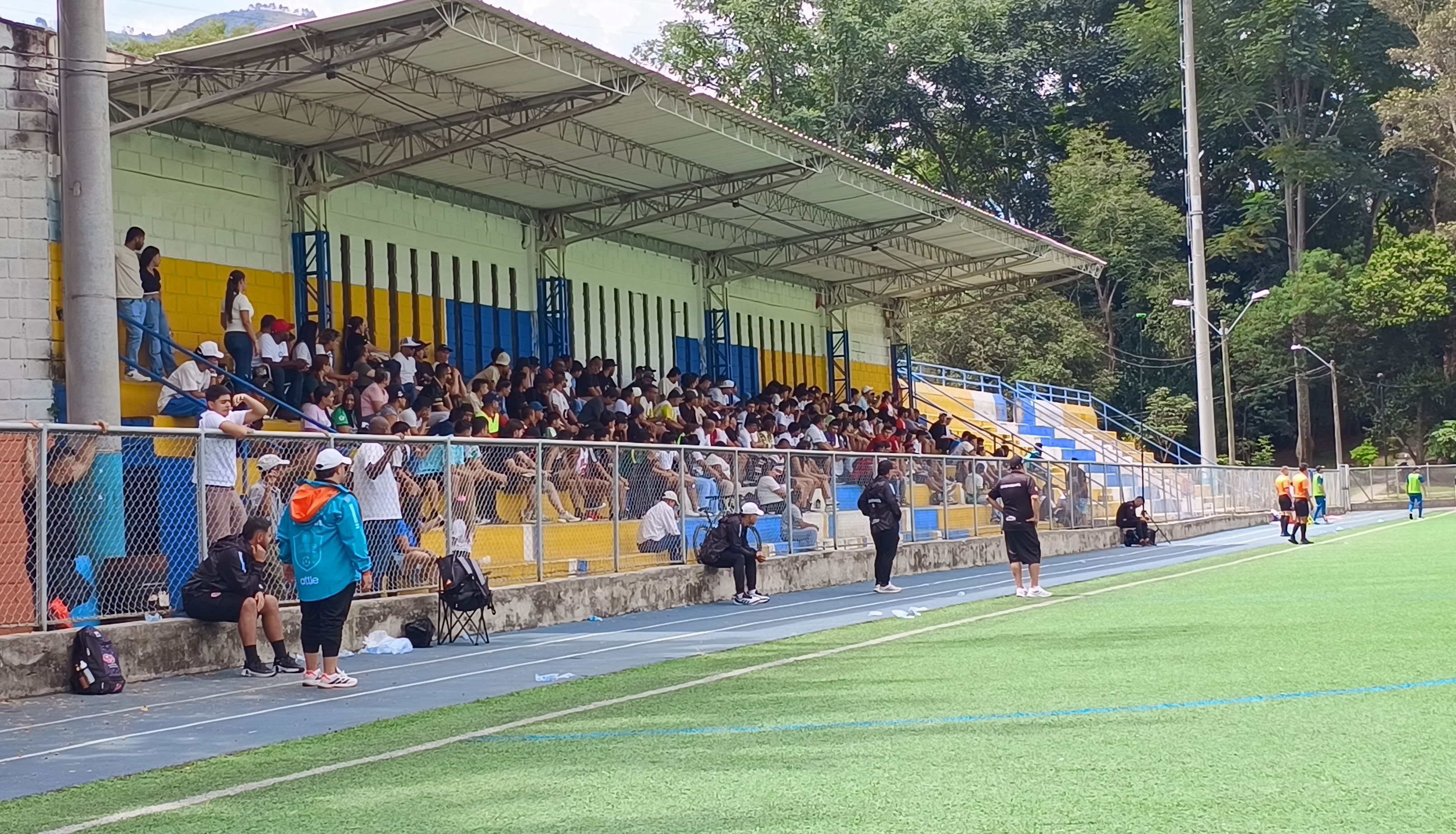
Tribuna principal del Estadio Los Búcaros.

El municipio cuenta con la Unidad Deportiva Los Búcaros, cuyo escenario principal es el Estadio Los Búcaros, que albergó un partido del Deportivo Independiente Medellín en 2011.

## Eventos
- Fundación, 25 de agosto de 1795.
- Aniversario del municipio,  25 de agosto.
- Fiestas de la Piña, diciembre, cada año.
- Fiestas del Tren, corregimiento de El Hatillo, agosto, cada 2 años.

## Sitios de interés

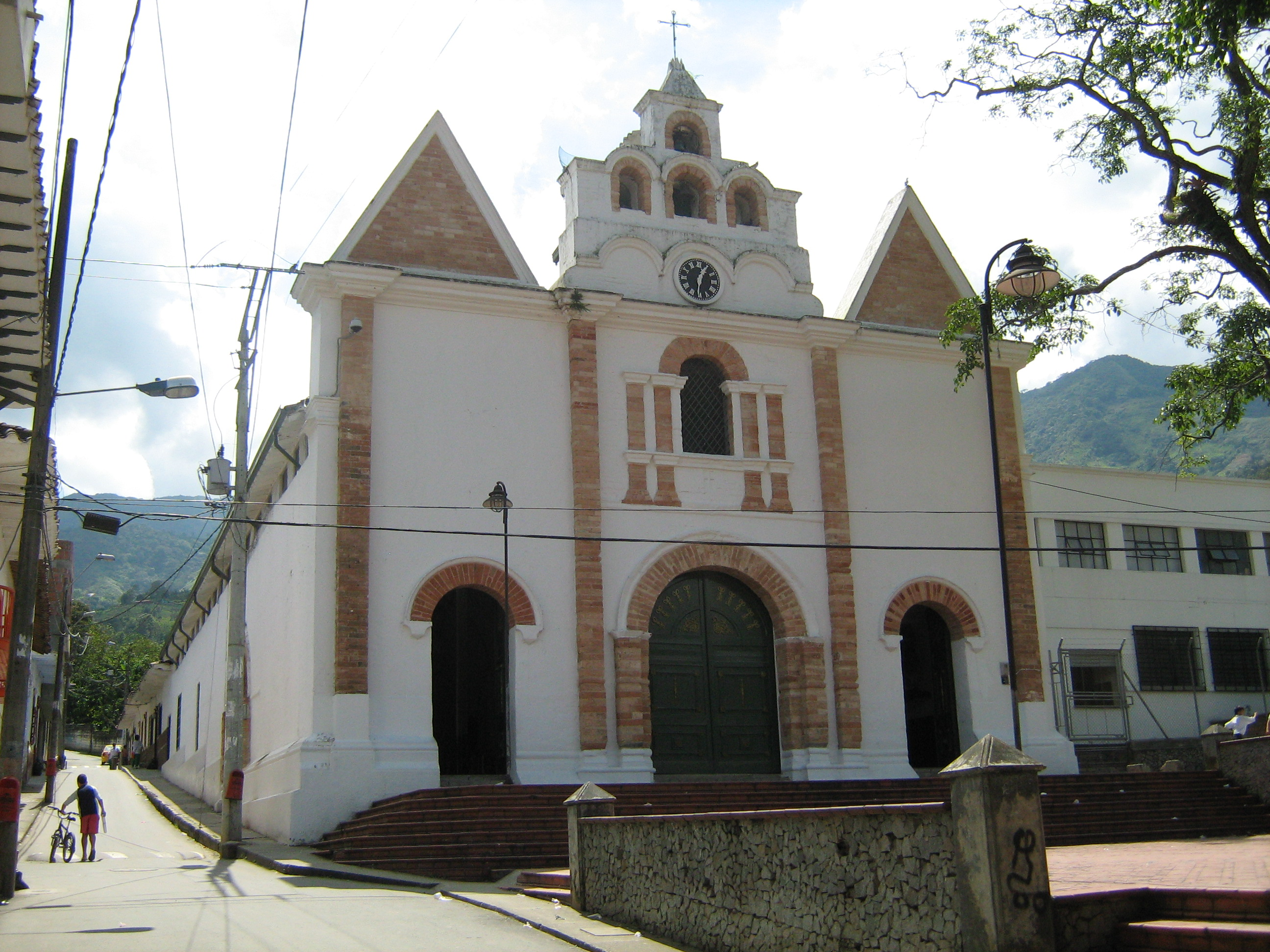
Capilla de María Auxiliadora.

- Iglesia de San Antonio de Padua, lugar de peregrinaje.
- Iglesia de María Auxiliadora.
- Iglesia de Jesús de La Divina Misericordia.
- Morro de la Virgen.
- Parque Diego Echavarría Misas.
- Parque de las Aguas.
- Charcos, haciendas y fincas.
- Camino de los Petroglifos.
- Variedad de fincas turísticas.